# Kapustino (obwód kurski)
Kapustino (ros. Капустино) – wieś (ros. село, trb. sieło) w zachodniej Rosji, w sielsowiecie pietrowskim rejonu chomutowskiego w obwodzie kurskim.

## Geografia
Miejscowość położona jest w dorzeczu rzeki Pody, 5,5 km od centrum administracyjnego sielsowietu pietrowskiego (Pody), 19 km od centrum administracyjnego rejonu (Chomutowka), 101 km od Kurska.
W granicach miejscowości znajduje się 9 posesji.

## Demografia
W 2010 r. miejscowość zamieszkiwało 5 osób.